# Typhlodromus dalii
Typhlodromus dalii är en spindeldjursart som först beskrevs av Rather 1984.  Typhlodromus dalii ingår i släktet Typhlodromus och familjen Phytoseiidae. Inga underarter finns listade i Catalogue of Life.